# Двигатель Nissan FD
Nissan FD — серия рядных четырёхцилиндровых дизельных двигателей внутреннего сгорания компании Nissan, применявшихся в грузовых автомобилях и автобусах.

## FD33
- Объём: 3,3 л (3298 см3)
- Мощность: 74 кВт (99 л. с.) при 3600 об/мин
- Крутящий момент: 230 Н⋅м при 2000 об/мин

Применение:
- 1984—1986 Nissan Atlas (H40)

### FD33T
- Мощность: 88 кВт (118 л. с.) при 3600 об/мин
- Крутящий момент: 284 Н⋅м при 2000 об/минПрименение:

Применение:
- 1983—1986 Nissan Atlas (H40)

- 1984—1988 Nissan Civilian (W40)

## FD35
- Объём: 3,5 л (3465 см3)[1]
- Мощность: 77 кВт (104 л. с.) при 3500 об/мин
- Крутящий момент: 245 Н⋅м при 2000 об/мин

Применение:
- 1986—1991 Nissan Atlas (H40)

### FD35T
- Мощность: 96 кВт (128 л. с.) при 3500 об/мин
- Крутящий момент: 294 Н⋅м при 2000 об/мин

Применение:
- 1986—1991 Nissan Atlas (SGH40)

## FD42
- Объём: 4,2 л (4214 см3)[2]
- Мощность: 92 кВт (123 л. с.) при 3200 об/мин
- Крутящий момент: 299 Н⋅м при 2000 об/мин

Применение:
- 1991—1995 Nissan Atlas (H41)[3]

## FD46T
- Объём: 4,6 л (4617 см3)[4]
- Клапанный механизм: DOHC (8 клапанов на цилиндр)
- Мощность: 99 кВт (133 л. с.) при 3000 об/мин
- Крутящий момент: 329 Н⋅м при 1800 об/мин

Применение:
- 1991—1995 Nissan Atlas (H41)